# Бежецки рејон
Бежецки рејон (рус. Бежецкий район) административно-територијална је јединица другог нивоа и општински рејон на истоку Тверске области, у европском делу Руске Федерације.
Административни центар рејона је град Бежецк. Према проценама националне статистичке службе Русије за 2014. на територији рејона је живело 35.196 становника или у просеку око 12,52 ст/км².

## Географија
Бежецки рејон налази се у средишњем делу источне Тверске области и обухвата територију површине 2.810 км². Граничи се са 7 Тверских рејона, и то са Молоковским на северу, Максатишким на западу и Кашинским и Рамешким рејоном на југу. На истоку су територије Краснохолмског, Сонковског и Кесовогорског рејона.
Рељефом рејона доминира густа речна мрежа, а најважнији водоток је река Молога (део басена реке Волге) која се код града Бежецка разлива у пространу низију стварајући тако систем од неколико језера мочварног типа, ширине између 100 и 600 метара. Највеће од њих је језеро Верестово. На том делу тока њене обале су јако зарасле мочварном вегетацијом, а бројна су и речна острва и мртваје. Мање површине на југоистоку и југу се одводњавају ка Медведици и Кашинки.
Јужни и западни делови рејона обрасли су мешовитим шумама, највише брезе и смрче. Постоје и значајнија лежишта тресета (око 3% укупних резерви Тверске области).

## Историја
Бежецки рејон успостављен је 12. јула 1929. као административна јединица тадашњег Бежецког округа Московске области. Већ наредне године је укинут, а његова територија је принета под директну надлежност обласне администрације. Поново је успостављен 1935. након оснивања Калињинске области (данас Тверска област).
Садашњи грб и застава рејона усвојени су 27. јула 1999. године.

## Демографија и административна подела
Према подацима пописа становништва из 2010. на територији рејона је живело укупно 36.701 становника. Према процени из 2014. у рејону је живело 35.196 становника, или у просеку 12,52 ст/км². Више од две трећине популације живи у граду Бежецку.
| 1959.  | 1970.  | 1979.  | 1989.  | 2002.  | 2010.  | 2014.   |
| ------ | ------ | ------ | ------ | ------ | ------ | ------- |
| 65.720 | 59.927 | 52.111 | 49.163 | 42.920 | 36.701 | 35.196* |

Напомена: према процени националне статистичке службе.
На подручју рејона постоје укупно 401 насељено место распоређено на 13 сеоских и једну градску општину. Једино насељено место урбаног типа је град Бежецк који је уједно и административни центар рејона.

## Саобраћај
Рејон се налази на око 130 км од града Твера, односно на око 280 километара од Москве. Железничким и друмским саобраћајницама повезан је са Москвом, Санкт Петербургом, Јарослављем, Самаром, Твером и Вологдом.